# Monoxenus fuliginosus
Monoxenus fuliginosus är en skalbaggsart som först beskrevs av Charles Joseph Gahan 1898.  Monoxenus fuliginosus ingår i släktet Monoxenus och familjen långhorningar.
Artens utbredningsområde är Kenya. Inga underarter finns listade i Catalogue of Life.